# Prikraj
Prikraj je naseljeno mjesto u Republici Hrvatskoj u Zagrebačkoj županiji. 

## Zemljopis
Administrativno je u sastavu općine Brckovljani. Naselje se proteže na površini od 3,14 km².

## Stanovništvo
Prema popisu stanovništva iz 2001. godine u Prikraju živi 590 stanovnika i to u 153 kućanstva. Gustoća naseljenosti iznosi 187,90 st./km².
| broj stanovnika | 172   | 182   | 183   | 240   | 256   | 258   | 278   | 262   | 237   | 245   | 257   | 283   | 280   | 321   | 590   | 603   | 512   |
|                 | 1857. | 1869. | 1880. | 1890. | 1900. | 1910. | 1921. | 1931. | 1948. | 1953. | 1961. | 1971. | 1981. | 1991. | 2001. | 2011. | 2021. |

## Znamenitosti
- Tradicijska okućnica, zaštićeno kulturno dobro